# Madaveli
Madaveli (en dhivehi: މަޑަވެލި) es una de las islas habitadas del atolón de Gaafu Dhaalu en el Océano Índico parte del país asiático de las Islas Maldivas. 
Posee una superficie de 33,8 hectáreas de superficie, con un largo de 1.050 metros de largo por 880 metros de ancho.